# Elisabeth Waterston
Pour les articles homonymes, voir Waterston.
Elisabeth Waterston est une actrice britannique née le 30 mars 1977 à Londres, en Angleterre.

## Biographie
Elle est la fille de Lynn, née Woodruff, un mannequin et Sam Waterston, un acteur. Elle a une sœur aussi actrice Katherine Waterston, frère réalisateur Graham Waterston et un frère James Waterston aussi acteur. Elle a étudié l'Université de Tale. 
En 2006, elle se marie à Louis Cancelmi (en). Elle est la belle sœur de Annie Parisse (qui a joué comme son père dans New York, police judiciaire).

## Filmographie
Law and order saison 22 épisode 22 (Rebecca,avocate, fille de Jack mc coy)